# Элмалы, Эрен
Эврен Эрен Элмалы (тур. Evren Eren Elmalı; 7 июля 2000, Картал) — турецкий футболист, защитник клуба «Галатасарай » и сборной Турции.

## Клубная карьера
Эрен Элмалы является воспитанником стамбульских клубов «Карталспор» и «Касымпаша». Именно с последним в 2019 году футболист подписал профессиональный контракт. Но первую игру на взрослом уровне Элмалы провел в клубе «Силивриспор», куда он был отправлен в аренду. Перед сезоном 2020/21 он вернулся в состав «Касымпаша» и в январе 2021 года сыграл первую игру на профессиональном уровне в турнире Суперлиги.
В июле 2022 года Элмалы перешел в состав «Трабзонспора», с которым подписал трехлетний контракт. Одним из первых его матчей в новой команде стал победный поединок за Суперкубок Турции.

## Карьера в сборной
В июне 2022 года в рамках турнира Лиги наций в поединке против  Литвы Элмалы дебютировал в составе национальной сборной Турции.

## Достижения
«Трабзонспор»
- Обладатель Суперкубка Турции: 2022